# Đại dịch COVID-19 tại Vanuatu
Đại dịch COVID-19 tại Vanuatu là một phần của đại dịch toàn cầu do virus corona 2019 (COVID-19) gây ra bởi virus corona gây hội chứng hô hấp cấp tính nặng 2 (SARS-CoV-2). Virus được xác nhận là đã tồn tại tại Vanuatu vào ngày 11 tháng 11 năm 2020.
Tính đến ngày 30 tháng 11 năm 2023, Vanuatu ghi nhận 12,019 trường hợp mắc COVID-19 và 14 trường hợp tử vong.

## Bối cảnh
Vào ngày 12 tháng 1 năm 2020, Tổ chức Y tế Thế giới (WHO) xác nhận rằng coronavirus mới là nguyên nhân gây ra bệnh đường hô hấp ở một nhóm người ở thành phố Vũ Hán, tỉnh Hồ Bắc, Trung Quốc và đã được báo cáo cho WHO vào ngày 31 tháng 12 năm 2019.
Tỷ lệ ca tử vong đối với COVID-19 thấp hơn nhiều so với đại dịch SARS năm 2003, nhưng tốc độ truyền bệnh cao hơn đáng kể cùng với tổng số người chết cũng đáng kể.

## Dòng thời gian

### Tháng 3 năm 2020
Vào ngày 16 tháng 3 năm 2020, các biện pháp hạn chế đi lại và kiểm dịch đã được đưa ra đối với những người nhập cảnh vào Vanuatu. Vào ngày 22 tháng 3, các cơ quan y tế của Vanuatu xác nhận rằng các xét nghiệm đối với một nhân viên khu nghỉ mát nghi nhiễm với virus corona đã cho kết quả âm tính. Vào ngày 26 tháng 3, Tổng thống Tallis Obed Moses đã ban bố tình trạng khẩn cấp trong nước. Một khách du lịch trên tàu du lịch đến thăm đảo Aneityum đã có kết quả xét nghiệm dương tính với virus khiến hòn đảo bị đóng cửa. Các mẫu máu từ người dân địa phương trên đảo cũng được gửi đến New Caledonia để xét nghiệm.

### Tháng 11 năm 2020
Vào ngày 11 tháng 11, Vanuatu xác nhận trường hợp không có triệu chứng đầu tiên, là một người đàn ông đi đến các hòn đảo từ Hoa Kỳ qua Sydney và Auckland. Người đàn ông đã đến Vanuatu vào ngày 4 tháng 11 và trải qua quá trình cách ly mà không có triệu chứng gì. Ông có kết quả dương tính vào ngày 10 tháng 11.

### Tháng 12 năm 2020
Vào ngày 2 tháng 12, Vanuatu xác nhận rằng người đàn ông có kết quả xét nghiệm dương tính trước đó vào tháng 11 đã cho kết quả âm tính với COVID-19.

### Tháng 3 năm 2021
Vào ngày 6 tháng 3 năm 2021, Thủ tướng Bob Loughman đã công bố hai trường hợp mắc mới.
Tính đến ngày 23 tháng 3 năm 2021, tổng số trường hợp ở Vanuatu là 3 trường hợp, với 2 trường hợp đang cách ly và 1 trường hợp đã hồi phục.

### Tháng 4 năm 2021
Tính đến ngày 1 tháng 4 năm 2021, tổng số trường hợp ở Vanuatu là 3 trường hợp, với 2 trường hợp đang cách ly và 1 trường hợp đã hồi phục. Vào ngày 19 tháng 4 năm 2021, Thủ tướng Bob Loughman đã xác nhận một trường hợp dương tính mới là một ngư dân Philippines đã chết từ một tàu chở dầu gắn cờ Vương quốc Anh được tìm thấy trên một bãi biển ở Efate.

### Tháng 5 năm 2021
Tính đến ngày 11 tháng 5 năm 2021, tổng số trường hợp ở Vanuatu là 4 trường hợp, không có trường hợp nào đang cách ly. 3 người đã phục hồi và 1 người tử vong.